# Erkenbrechtsweiler
Erkenbrechtsweiler là một thị trấn trong huyện Esslingen của bang Baden-Württemberg miền nam nước Đức.